# 臺中市烏日區僑仁國民小學
臺中市立僑仁國民小學是一所位於台灣臺中市烏日區仁德里的國民小學，地址是中山路一段341號。
學校成立於1961年，是利用1959年8月7日的八七水災後，華僑對災區重建的捐款所建立，因此校名中使用了「僑」字作為紀念。最初為烏日國小九德分校，後獨立成為「僑仁國民學校」，更名為「僑仁國民小學」。

## 歷史

### 校史沿革
- 2010年12月25日：因臺中縣市合併改制，校名改為臺中市烏日區僑仁國民小學

### 歷任校長
- 第一任：陳坤練先生（1961年8月 - 1967年12月）
- 第二任：劉萬國先生（1968年11月 - 1973年1月）
- 第三任：廖德華先生（1973年1月 - 1986年8月）
- 第四任：劉萬國先生（1986年8月 - 1992年2月）
- 第五、六任校長：林柏棕先生（1992年2月 - 2000年2月）
- 第七、八任校長：張正行先生（2000年2月 - 2008年2月）
- 第九任校長：張輝道先生（2008年2月 - 2012年2月）
- 第十任校長：洪翠芬女士（2012年2月 - 2018年7月）
- 第十一任校長：李新揚先生（2018年8月 - ）

## 學區
- 仁德里：全里
- 前竹里：全里

## 外部連結
- 僑仁國民小學 （页面存档备份，存于）